# Coupe de Belgique de football 2015-2016
Navigation
Édition précédente Édition suivante
La Coupe de Belgique 2015-2016 est la 61e édition de la Coupe de Belgique.
À l'occasion de cette édition, le nom commercial de l'épreuve change à la suite du retrait de la société financière « Cofidis », pour celui de « Croky Cup », du nom d'une marque de chips.

## Fonctionnement - Règlement
La Coupe de Belgique 2015-2016 est jouée par matchs à élimination directe, à l'exception des demi-finales qui se disputent en rencontres aller/retour. Les équipes de Division 1 (Jupiler Pro League) ne commencent l'épreuve qu'à partir des seizièmes de finale. 
Au total 293 clubs participent à la 61e édition de l'épreuve.
Pour l'édition 2015-2016, cinq tours préliminaires concernent 277 clubs issus de tous les niveaux inférieurs à la Jupiler Pro League. Au total, ces 293 équipes proviennent des divisions suivantes :
- 160 clubs provinciaux
- 63 clubs de Promotion
- 37 clubs de Division 3
- 17 clubs de Proximus League
- 16 clubs de Jupiler Pro League

## Calendrier
Le tirage au sort des premiers tours éliminatoires qu'entament des cercles de Promotion et de provinciales a lieu le mercredi 24 juin 2015, à 9h00, au siège de l'URSBSFA.
| Nom                               | Tirage au sort | Date aller         | Date retour        | Équipes participantes | Équipes restantes |
| --------------------------------- | -------------- | ------------------ | ------------------ | --------------------- | ----------------- |
| Cinquième tour préliminaire       | 24 juin 2015   | 23 août 2015       | 23 août 2015       | 32                    | 32 à 16           |
| Seizièmes de finale               | 24 août 2015   | 23 septembre 2015  | 23 septembre 2015  | 32 (16+16*)           | 32 à 16           |
| Huitièmes de finale               | 24 août 2015   | 2 décembre 2015    | 2 décembre 2015    | 16                    | 16 à 8            |
| Quarts de finale                  | 24 août 2015   | 16 décembre 2015   | 16 décembre 2015   | 8                     | 8 à 4             |
| Demi-finale                       | 24 août 2015   | 20 janvier 2016    | 3 février 2016     | 4                     | 4 à 2             |
| Finale                            | 24 août 2015   | 19 ou 20 mars 2016 | 19 ou 20 mars 2016 | 2                     | 2 à 1             |
| * entrée des clubs de la D1 belge |                |                    |                    |                       |                   |

## Cinquième tour préliminaire
Ce cinquième tour comporte 16 rencontres entre les qualifiés du 4e tour. Les seize vainqueurs sont assurés d'affronter un club de première division lors des seizièmes de finale. Ce tour de compétition est initialement programmé le dimanche 23 août 2015, mais des accords entre les clubs concernés peuvent intervenir pour avancer certains matchs au samedi 22 août 2015.
Au 5e tour, 16 rencontres (32 clubs) soit 15 de Division 2, 10 de Division 3, 6 de Promotion et 1 cercle provincial. Ce "petit poucet" rescapé est le K. FC Merelbeke (P1 Flandre orientale) 
|  | Clubs qualifiés pour les 1/16 de finale |

| Tours | N°  | Équipe 1                          | Équipe 2                   | Score 90' | Score 120' | T au b |
| T5    | 247 | Cercle Brugge K. SV ( II)         | R. FC de Liège ( III)      | 2-0       |            |        |
| T5    | 248 | R. Antwerp FC (II)                | FC Seraing (II)            | 2-1       |            |        |
| T5    | 249 | Spouwen-Mopertingen (P)           | K. FC Oosterzonen (III)    | 2-2       | 3-2        |        |
| T5    | 250 | KM SK Deinze ( II)                | AFC Tubize (II)            | 3-1       |            |        |
| T5    | 251 | R. Knokke FC (P)                  | FC Verbr. Dender EH (III)  | 2-2       | 2-4        |        |
| T5    | 252 | White Star Bruxelles (II)         | K. Lierse SK ( II)         | 2-0       |            |        |
| T5    | 253 | K. Patro Eisden Maasmechelen (II) | RC Hadès (P)               | 5-0       |            |        |
| T5    | 254 | K. VV Coxyde ( II)                | K. FC Merelbeke (WVl-1)    | 1-0       |            |        |
| T5    | 255 | K. FC Duffel (P)                  | R. Union St-Gilloise ( II) | 1-3       |            |        |
| T5    | 256 | R. Wallonia Walhain CG (III)      | Racing Charleroi C-F ( P)  | 4-1       |            |        |
| T5    | 257 | R. Excelsior Virton (II)          | K. Bocholter VV (III)      | 0-0       | 0-1        |        |
| T5    | 258 | R. Ent. Sp. Acrenoise ( III)      | R. RC Hamoir ( III)        | 2-0       |            |        |
| T5    | 259 | SK Berlare (P)                    | K. AS Eupen (II)           | 1-3       |            |        |
| T5    | 260 | K. OLSA Brakel (III)              | K. SK Heist (II)           | 3-2       |            |        |
| T5    | 261 | K. FC Dessel Sport (II)           | K. SV Bornem (III)         | 2-0       |            |        |
| T5    | 262 | K. Londerzeel SK (III)            | Lommel United (II)         | 0-0       | 0-1        |        |

## Seizième de finale
La répartition des 32 clubs est la suivante : 16 clubs de Jupiler Pro League (D1), 10 clubs de Proximus League (D2), 5 clubs de Division 3, 1 clubs de Promotion. Le "petit poucet" est Spouwen-Mopertingen. Ce tour est disputé le 23 septembre 2015.

### Participants
La majorité des clubs se situent en Flandre, qui est la Région la plus peuplée du pays.  Seule la Province de Limbourg dispose encore d'au moins un représentant pour chacune des quatre plus hautes divisions.
| Régions         | Total | D1 | D2 | D3 | P |
| --------------- | ----- | -- | -- | -- | - |
| Bruxelles       | 3     | 1  | 2  | 0  | 0 |
| Région flamande | 23    | 12 | 7  | 3  | 1 |
| Région wallonne | 6     | 3  | 1  | 2  | 0 |
| TOTAUX          | 32    | 16 | 10 | 5  | 1 |

Alors que les Provinces de Luxembourg et de Namur n'ont plus le moindre représentant, trois autres provinces alignent 6 formations.
| # | Provinces                                                                                               | Total | Div. 1 | Div. 2 | Div. 3 | Prom. |  |
| - | --- | ----- | ------ | ------ | ------ | ----- |  |
| 1 | Province d'Anvers                                                                                       | 4     | 2      | 2      | 0      | 0     |  |
| 2 | Province de Brabant Région de Bruxelles-Capitale Province du Brabant flamand Province du Brabant wallon | 5 3 1 | 2 1 0  | 2 2 0  | 1 0 1  | 0 0   |  |
| 3 | Province de Flandre-Occidentale                                                                         | 6     | 4      | 2      | 0      | 0     |  |
| 4 | Province de Flandre-Orientale                                                                           | 6     | 3      | 1      | 2      | 0     |  |
| 5 | Province de Hainaut                                                                                     | 3     | 2      | 0      | 1      | 0     |  |
| 6 | Province de Liège                                                                                       | 2     | 1      | 1      | 0      | 0     |  |
| 7 | Province de Limbourg                                                                                    | 6     | 2      | 2      | 1      | 1     |  |
| 8 | Province de Luxembourg                                                                                  | 0     | 0      | 0      | 0      | 0     |  |
| 9 | Province de Namur                                                                                       | 0     | 0      | 0      | 0      | 0     |  |
|   | TOTAUX                                                                                                  | 32    | 16     | 10     | 5      | 1     |  |

### Résultats
Ce tour est joué, le mercredi 23 septembre 2015, en une seule manche disputée sur le terrain de la première équipe citée. En cas d'accord entre les clubs concernés, l'ordre du tirage au sort peut être inversé.
Pour la première fois, le tirage au sort est effectué dans un studio de la chaine à péage néerlandophone "Télénet" qui le retransmet en direct. L'émission (uniquement en néerlandais) est également diffusée simultanément en "livestream" via le site officiel de l'URBSFA. C'est l'ancien international Eric Van Meir (vainqueur de l'épreuve en 1999 avec le Lierse SK mais aussi finaliste en 1993 avec le Sporting de Charleroi) qui a effectué le tirage.
- 32 clubs, 16 rencontres.
  - La principale surprise de ce tour est l'élimination du KV Oostende des œuvres de l'Antwerp. Le club côtier, à ce moment leader de la "Jupiler League" subit la loi du Great Old, à cette époque deuxième classé de la D2 (0-2). Les quinze autres formations de l'élite franchissent le cap, non sans certaines difficultés comme le Standard à Coxyde ou Anderlecht accroché jusqu'à la 89e minute, par les Promotionnaires de Spouwen-Mopertingen.
  - Deux matchs ont été avancés au mardi 22 septembre 2015.
  - Les rencontres "S1", "S9" et "S13" ont été inversées par rapport au tirage au sort initial.

|  | Clubs qualifiés pour le tour suivant |
|  | Tenant du trophée                    |

|     | Dates      | Équipe 1                          | Équipe 2                         | Score 90' | Score 120' | T au b |
| S1  | 23/09/2015 | R. Charleroi SC (I)               | R. Wallonia Walhain CG (III)     | 3-0       |            |        |
| S2  | 23/09/2015 | K. AA Gent (I)                    | K. AS Eupen (II)                 | 3-0       |            |        |
| S3  | 23/09/2015 | KV Oostende (I)                   | R. Antwerp FC (II)               | 0-2       |            |        |
| S4  | 23/09/2015 | KM SK Deinze ( II)                | R. Mouscron-Péruwelz (I)         | 0-2       |            |        |
| S5  | 23/09/2015 | K. Patro Eisden Maasmechelen (II) | Club Brugge KV (I)               | 0-4       |            |        |
| S6  | 23/09/2015 | K. St-Truidense VV ( I)           | K. Bocholter VV (III)            | 1-0       |            |        |
| S7  | 22/09/2015 | K. VC Westerlo (I)                | Cercle Brugge K. SV ( II)        | 3-2       |            |        |
| S8  | 23/09/2015 | Oud-Heverlee Leuven ( I)          | Lommel United (II)               | 3-2       |            |        |
| S9  | 23/09/2015 | K. SC Lokeren O-Vl. (I)           | R. Ent. Sp. Acrenoise ( III)     | 6-2       |            |        |
| S10 | 23/09/2015 | R. SC Anderlecht (I)              | Spouwen-Mopertingen (P)          | 3-1       |            |        |
| S11 | 22/09/2015 | SV Zulte-Waregem (I)              | R. Union St-Gilloise ( II)       | 2-0       |            |        |
| S12 | 23/09/2015 | K. RC Genk (I)                    | K. FC Dessel Sport (II)          | 5-2       |            |        |
| S13 | 23/09/2015 | KV Kortrijk (I)                   | K. OLSA Brakel (III)             | 5-0       |            |        |
| S14 | 23/09/2015 | YR KV Mechelen (I)                | White Star Bruxelles (II)        | 1-0       |            |        |
| S15 | 23/09/2015 | K. VV Coxyde (II)                 | R. Standard de Liège (I)         | 2-3       |            |        |
| S16 | 23/09/2015 | K. RS Waasland-Beveren SK (I)     | FC Verbroedering Dender EH (III) | 2-1       |            |        |

## Huitièmes de finale
Ce tour est joué, le mercredi 2 décembre 2015, en une seule manche disputée sur le terrain de la première équipe citée. En cas d'accord entre les clubs, une rencontre peut être avancé au mardi ou reculée au jeudi. Le tirage au sort est effectué peu après la fin des rencontres, dès le mercredi 23 septembre 2015, en direct dans les studios de la chaîne de télévision francophone "Club RTL". C'est Pierre François, CEO de la Pro League qui effectue ce tirage.
La répartition des 16 clubs est la suivante : 15 clubs de Jupiler Pro League (D1), 1 club de Proximus League (D2).
| Régions         | Total | D1 | D2 | D3 |
| --------------- | ----- | -- | -- | -- |
| Bruxelles       | 1     | 1  | 0  | 0  |
| Région flamande | 12    | 11 | 1  | 0  |
| Région wallonne | 3     | 3  | 0  | 0  |
| TOTAUX          | 16    | 15 | 1  | 0  |

| # | Provinces                                                                                               | Total | Div. 1 | Div. 2 |
| - | --- | ----- | ------ | ------ |
| 1 | Province d'Anvers                                                                                       | 3     | 2      | 1      |
| 2 | Province de Brabant Région de Bruxelles-Capitale Province du Brabant flamand Province du Brabant wallon | 2 1 0 | 2 1 0  | 0 0    |
| 3 | Province de Flandre-Occidentale                                                                         | 3     | 3      | 0      |
| 4 | Province de Flandre-Orientale                                                                           | 3     | 3      | 0      |
| 5 | Province de Hainaut                                                                                     | 2     | 2      | 0      |
| 6 | Province de Liège                                                                                       | 1     | 1      | 0      |
| 7 | Province de Limbourg                                                                                    | 2     | 2      | 0      |
|   | TOTAUX                                                                                                  | 16    | 15     | 1      |

|  | Clubs qualifiés pour le tour suivant |
|  | Tenant du trophée                    |

|    | Dates      | Équipe 1                 | Équipe 2                      | Score 90' | Score 120' | T au b |
| H1 | 01/12/2015 | K. AA Gent (I)           | SV Zulte-Waregem (I)          | 1-0       |            |        |
| H2 | 02/12/2015 | K. RC Genk (I)           | R. Charleroi SC (I)           | 1-1       | 1-1        | 5-4    |
| H3 | 02/12/2015 | KV Kortrijk (I)          | R. SC Anderlecht (I)          | 4-2       |            |        |
| H4 | 02/12/2015 | K. VC Westerlo (I)       | R. Antwerp FC (II)            | 1-1       | 1-1        | 5-4    |
| H5 | 02/12/2015 | R. Mouscron-Péruwelz (I) | Oud-Heverlee Leuven ( I)      | 1-0       |            |        |
| H6 | 02/12/2015 | R. Standard de Liège (I) | K. ST-Truidense VV ( I)       | 2-0       |            |        |
| H7 | 03/12/2015 | Club Brugge KV (I)       | K. SC Lokeren O-Vl. (I)       | 1-0       |            |        |
| H8 | 02/12/2015 | YR KV Mechelen (I)       | K. RS Waasland-Beveren SK (I) | 2-1       |            |        |

## Quarts de finale
Les rencontres se jouent le mercredi 16 décembre 2015 Contrairement aux saisons précédentes, les quarts de finale sont joués en une seule manche.
| Régions         | Total | D1 | D2 | D3 | P |
| --------------- | ----- | -- | -- | -- | - |
| Bruxelles       | 0     | 0  | 0  | 0  | 0 |
| Région flamande | 6     | 6  | 0  | 0  | 0 |
| Région wallonne | 2     | 2  | 0  | 0  | 0 |
| TOTAUX          | 8     | 0  | 0  | 0  | 0 |

|  | Clubs qualifiés pour le tour suivant |
|  | Tenant du trophée                    |

|    | Dates      | Équipe 1                 | Équipe 2                 | Score 90' | Score 120' | T au b |
| Q1 | 16/12/2015 | K. AA Gent (I)           | YR KV Mechelen (I)       | 1-0       |            |        |
| Q2 | 16/12/2015 | K. RC Genk (I)           | R. Mouscron-Péruwelz (I) | 2-1       |            |        |
| Q3 | 17/12/2015 | R. Standard de Liège (I) | KV Kortrijk (I)          | 2-0       |            |        |
| Q4 | 16/12/2015 | K. VC Westerlo (I)       | Club Brugge KV (I)       | 0-2       |            |        |

## Demi-finales
| 20 janvier 2016 | R. Standard de Liège (I)               | 2 - 0   | K. RC Genk (I) |                   |                   |
|                 | Edmilson Junior 5e · Adrien Trebel 30e | (2 - 0) |                | Stade de Sclessin | Stade de Sclessin |

| 2 février 2016 | K. RC Genk (I)       | 1 - 1   | R. Standard de Liège (I) |               |               |
|                | Nikólaos Karélis 19e | (1 - 1) | 27e Adrien Trebel        | Cristal Arena | Cristal Arena |

| 21 janvier 2016 | K. AA Gent (I)                         | 2 - 1   | Club Brugge KV (I)  |                |                |
|                 | Brecht Dejaegere 59e · Sven Kums 90+2e | (0 - 1) | 38e Abdoulaye Diaby | Ghelamco Arena | Ghelamco Arena |

| 3 février 2016 | Club Brugge KV (I)  | 1 - 0   | K. AA Gent (I) |                   |                   |
|                | Abdoulaye Diaby 21e | (1 - 0) |                | Stade Jan-Breydel | Stade Jan-Breydel |

## Finale
Le match de la finale de la coupe est joué le dimanche 20 mars 2016, au Stade Roi Baudouin de Bruxelles.
| 20 mars 2016 | Club Brugge KV                                    | 1 - 2   | R. Standard de Liège                                      | Stade Roi Baudouin                             |                                                |
| 16 h 00      | Refaelov 26e                                      | (1 - 1) | 17e Dompé · 88e Santini                                   | Spectateurs : 50 093 Arbitrage : Johan Verbist | Spectateurs : 50 093 Arbitrage : Johan Verbist |
| 16 h 00      | Simons 9e · Vanaken 20e · Diaby 51e · GedoZ 90+1e | Rapport | 7e Trebel · 39e Andrade · 57e Edmilson jr. · 90+5e Valdés | Spectateurs : 50 093 Arbitrage : Johan Verbist | Spectateurs : 50 093 Arbitrage : Johan Verbist |

| Club Brugge | Standard de Liège |

| Club Brugge :      |    |                    |     |
|                    |    |                    |     |
| Gardien de but     | 1  | Ludovic Butelle    |     |
|                    | 3  | Timmy Simons       |     |
|                    | 5  | Benoît Poulain     |     |
|                    | 8  | Lior Refaelov      |     |
|                    | 10 | Abdoulaye Diaby    |     |
|                    | 19 | Thomas Meunier     |     |
|                    | 20 | Hans Vanaken       | 90e |
|                    | 22 | José Izquierdo     | 61e |
|                    | 25 | Ruud Vormer        | 90e |
|                    | 28 | Laurens De Bock    |     |
|                    | 40 | Björn Engels       |     |
| Remplaçants :      |    |                    |     |
|                    | 2  | Davy De fauw       |     |
|                    | 6  | Claudemir de Souza |     |
|                    | 9  | Jelle Vossen       | 90e |
| Gardien de but     | 16 | Sébastien Bruzzese |     |
|                    | 18 | Felipe Gedoz       | 90e |
|                    | 44 | Brandon Mechele    |     |
| MF                 | 55 | Tuur Dierckx       | 61e |
| Entraîneur :       |    |                    |     |
| Michel Preud'homme |    |                    |     |

| Standard de Liège : |    |                  |       |
|                     |    |                  |       |
| Gardien de but      | 1  | Víctor Valdés    |       |
|                     | 7  | Ioánnis Maniátis |       |
|                     | 10 | Jean-Luc Dompé   |       |
|                     | 13 | Alexander Scholz |       |
|                     | 17 | Mathieu Dossevi  |       |
|                     | 18 | Ivan Santini     | 90+3e |
|                     | 22 | Edmilson jr.     | 90e   |
|                     | 23 | Adrien Trebel    | 75e   |
|                     | 27 | Darwin Andrade   |       |
|                     | 32 | Collins Fai      |       |
|                     | 33 | Miloš Kosanović  |       |
| Remplaçants :       |    |                  |       |
|                     | 2  | Réginal Goreux   |       |
|                     | 9  | Renaud Emond     | 75e   |
|                     | 11 | Benjamin Tetteh  |       |
|                     | 15 | Farouk Miya      |       |
| Gardien de but      | 28 | Guillaume Hubert |       |
|                     | 30 | Jonathan Legear  | 90+3e |
|                     | 36 | Dino Arslanagic  | 90e   |
| Entraîneur :        |    |                  |       |
| Yannick Ferrera     |    |                  |       |

## Nombre d'équipes par division
| Division   | Quatrième tour préliminaire | Cinquième tour préliminaire | +   | Seizièmes de finale | Huitièmes de finale | Quarts de finale | Demi-finales | Finale |
| ---------- | --------------------------- | --------------------------- | --- | ------------------- | ------------------- | ---------------- | ------------ | ------ |
| D1         |                             |                             | +16 | 16                  | 15                  | 8                | 4            | 2      |
| D2         | 17                          | 15                          |     | 10                  | 1                   | 0                | 0            | 0      |
| D3         | 28                          | 10                          |     | 5                   | 0                   | 0                | 0            | 0      |
| Promotion  | 18                          | 6                           |     | 1                   | 0                   | 0                | 0            | 0      |
| Provincial | 1                           | 1                           |     | 0                   | 0                   | 0                | 0            | 0      |
| Total      | 64                          | 32                          | +16 | 32                  | 16                  | 8                | 4            | 2      |